# Ошевљек
Ошевљек (итал. Osseglie) је насељено место у општини Ренче-Вогрско, Горишка регија, Словенија.

## Историја
До територијалне реорганизације у Словенији био је у саставу старе општине Нова Горица.

## Становништво
У попису становништва из 2011. године, Ошевљек је имао 201 становника.
| Број становника према пописима | Број становника према пописима | Број становника према пописима |
| ------------------------------ | ------------------------------ | ------------------------------ |
| 1991                           | 2002                           | 2011                           |
| 156                            | 187                            | 201                            |

Напомена: Године 2014. увећано за део насеља Градишче над Првачино (Нова Горица).